# Gnamptogenys ammophila
Gnamptogenys ammophila är en myrart som beskrevs av John E. Lattke 1990. Gnamptogenys ammophila ingår i släktet Gnamptogenys och familjen myror. Inga underarter finns listade i Catalogue of Life.